# David Ascalon

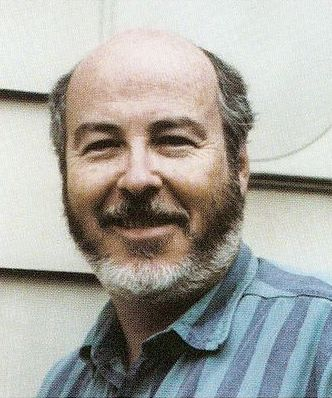
David Ascalon.

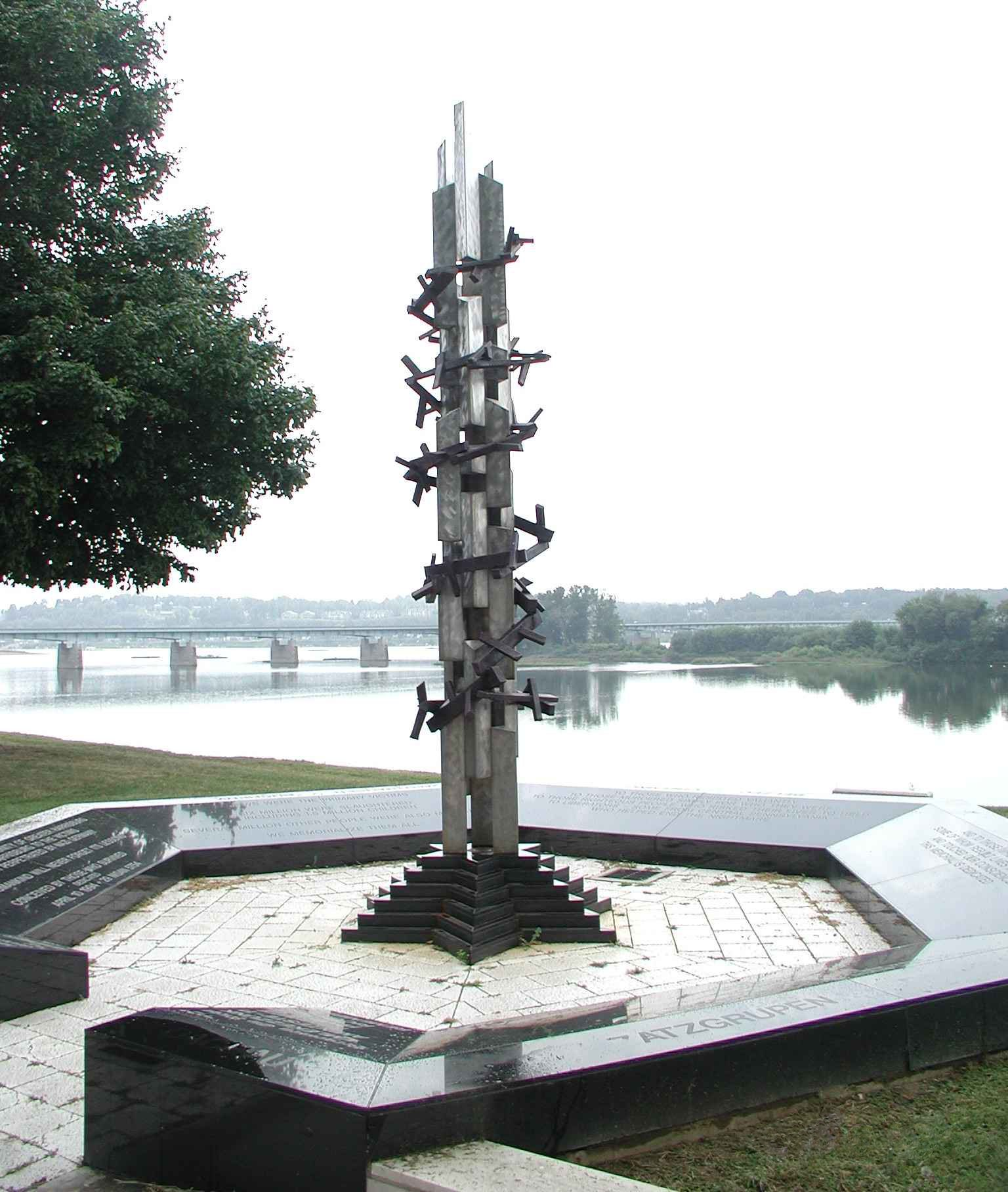
Holocaust Memorial, 1994 (Memorial ao Holocausto Judeu).

David Ascalon (Tel Aviv, 8 de março de 1945) é um escultor e vitralista, fundador em 1977 junto com seu pai Maurice Ascalon da Ascalon Studios.

## Websites
- Website oficial
- Membro do Guia da Arte Judia[ligação inativa]